# フィリップ・ウェンマン (第6代ウェンマン子爵)
第6代ウェンマン子爵フィリップ・ウェンマン（英語: Philip Wenman, 6th Viscount Wenman、1719年11月23日 – 1760年7月16日）は、グレートブリテン王国の政治家、アイルランド貴族。トーリー党に所属し、1749年から1755年まで庶民院議員を務めたが、1754年イギリス総選挙で1万ポンド以上を選挙戦に費やしたため財政難に陥った。

## 生涯
第5代ウェンマン子爵リチャード・ウェンマンと妻スザンナ（Susanna、旧姓ロートン（Wroughton）、1736年没、シーモア・ロートンの娘）の息子として、1719年11月23日に生まれ、12月13日にピカデリーの聖ジェームズ教会で洗礼を受けた。1729年11月28日に父が死去すると、ウェンマン子爵位を継承した。アビンドン・スクールで教育を受けた後、1737年6月9日にオックスフォード大学オリオル・カレッジに入学、1741年4月15日にD.C.L.の学位を修得した。
1744年、オールド・アビンドニアン・クラブ（Old Abingdonian Club、アビンドン・スクール同窓会）のスチュワード（Steward）を務めた。1745年ジャコバイト蜂起に際して、地元のオックスフォードシャーではハノーヴァー朝擁護団体が設立されたが、ウェンマン子爵は加入を拒否しており、ジャコバイトだったとされる。ただし、ウェンマン子爵がジェームズ老僭王を積極的に支持した証拠はなかったという。
妻の弟フィリップ・ハーバートの死去に伴い1749年11月にオックスフォード選挙区で補欠選挙が行われると、立候補して無投票で当選した。議会ではトーリー党所属とされる。1754年イギリス総選挙ではオックスフォードシャー選挙区に鞍替えして、激しい選挙戦を戦った。2人区であるオックスフォードシャー選挙区は1754年まで長らくトーリー党議員に占められていたが、ホイッグ党は第2代マクルズフィールド伯爵ジョージ・パーカー、初代ハーコート伯爵サイモン・ハーコート、第3代マールバラ公爵チャールズ・スペンサーなどの有力者の後援があったため1754年の選挙でパーカー子爵トマス・パーカー（マクルズフィールド伯爵の長男）と第2代準男爵サー・エドワード・ターナーを推した。トーリー党からはウェンマン子爵のほかに現職議員の第2代準男爵サー・ジェームズ・ダッシュウッドが出馬した。候補者全員が有力者ではなく、政治における争点も1753年ユダヤ人帰化法しかなかったが、選挙戦ではパンフレット合戦や候補者のスキャンダル疑惑など白熱した様相を呈し、トーリー党は2万ポンド以上（うち約1万ポンドはウェンマン子爵が支払った）を費やし、ホイッグ党の首相ヘンリー・ペラムは国王ジョージ2世の許可を受けて7千ポンドを提供した。ウェンマン子爵自身は凡庸な人物でほとんど目立たず、彼への賞賛も批判もありきたりな言葉しか使えなかったという（too inconspicuous to attract anything out of the ordinary in either praise or blame）。選管を務めるオックスフォードシャー州長官トマス・ブラッコール（Thomas Blackall）ははじめウェンマン子爵とダッシュウッドの当選を宣告したが、ホイッグ党が即座に投票再検査を要求したため、代わりに4人全員の当選（いわゆるdouble return）を宣告し、最終決定を庶民院に委ねた。『オックスフォード英国人名事典』によると、R・J・ロブソン（R. J. Robson、20世紀の人物）の計算ではウェンマン子爵とダッシュウッドが当選するという結果だったが、庶民院では4人の主張が顧みられず、単に党派に基づく投票がなされたため、パーカーとターナーの当選が宣告された。
ウェンマン子爵は1754年の総選挙で1万ポンド以上の支出を費やしたため、財政難に陥り、1754年9月に6千ポンドの借款をせざるを得ず、さらに1755年7月にはグローヴナー・スクエアの自宅を又貸しして、家具を売却する羽目になった。また両党ともに次の総選挙での選挙戦を避けるべく交渉をはじめ、1760年には次の総選挙で第4代マールバラ公爵ジョージ・スペンサーの弟チャールズ・スペンサー卿とダッシュウッドを当選させるという、ホイッグ党とトーリー党が1議席ずつ指名する合意がなされた。
1760年7月16日に死去、23日にテイム・パークの教会で埋葬された。息子フィリップが爵位を継承した。死後も家計は改善せず、1761年には領地を担保に2万ポンドの借款が行われた。

## 家族
1741年7月13日、ソフィア・ハーバート（Sophia Herbert、1715年ごろ – 1787年7月19日、フィリップ・ハーバートの娘）と結婚、4男3女をもうけた。
- フィリップ（1742年4月18日 – 1800年3月26日） - 第7代ウェンマン子爵
- ソフィア（1743年 – ?） - ウィリアム・ハンフリー・ウィカム（William Humphrey Wykeham）と結婚、子供あり[9]
- トマス・フランシス（英語版）（1745年11月18日 – 1796年4月8日） - 庶民院議員、生涯未婚[10]